# Bitwa pod Świniuchami

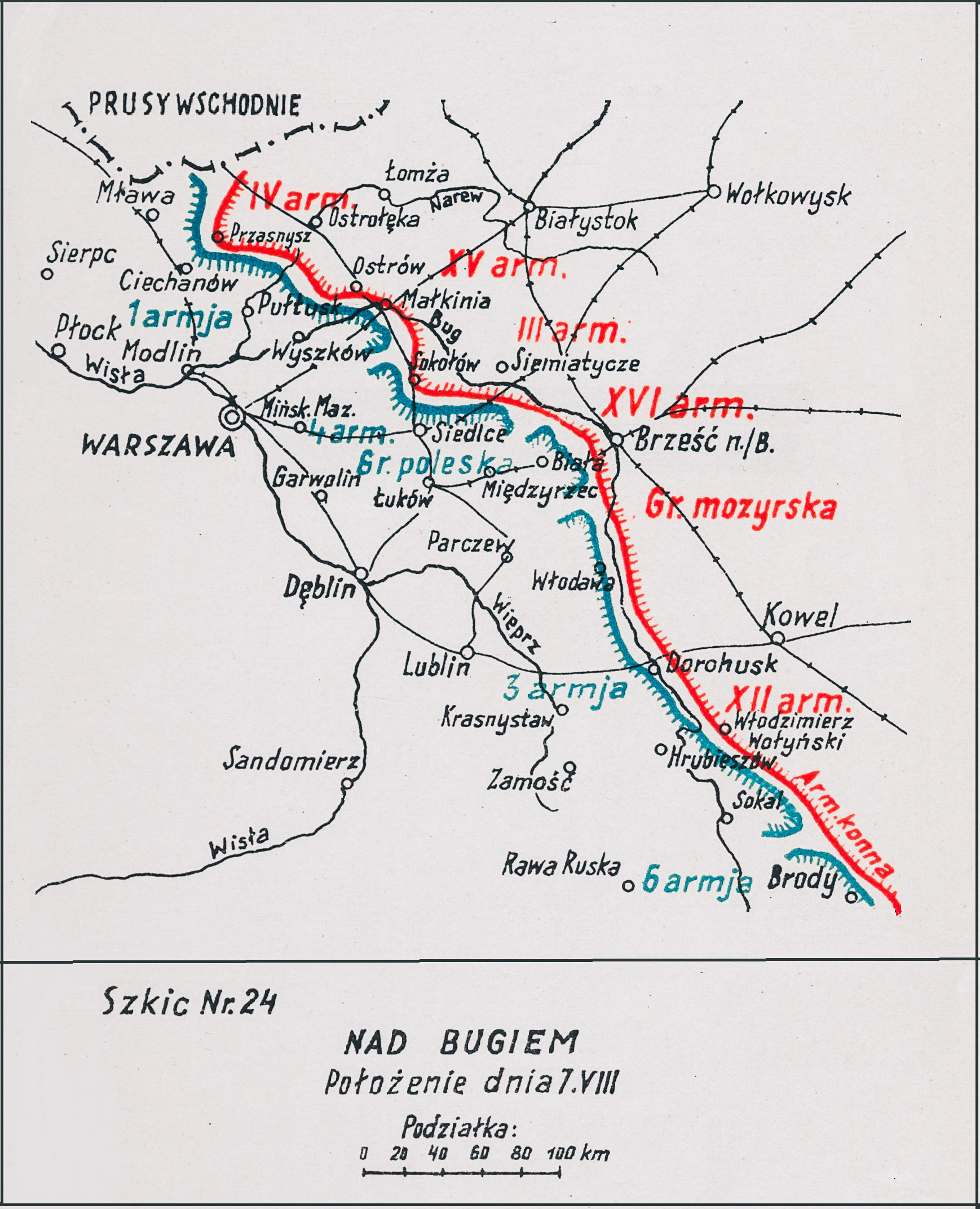
Adam Przybylski,
Wojna Polska 1918–1921

Bitwa pod Świniuchami – walki polskich 1 pułku piechoty Legionów ppłk. Stanisława Kozickiego i 6 pułku piechoty Legionów ppłk. Bolesława Popowicza z sowiecką 72 Brygadą Strzelców toczone w okresie ofensywy Frontu Południowo-Zachodniego w czasie wojny polsko-bolszewickiej.

## Geneza
W końcu lipca Naczelne Dowództwo Wojska Polskiego planowało uderzenie na prawe skrzydło nacierających wojsk Michaiła Tuchaczewskiego. Do przeprowadzenia operacji zamierzano użyć także jednostek ściągniętych z Frontu Południowo-Wschodniego generała Edwarda Rydza-Śmigłego. Warunkiem sukcesu było wcześniejsze pobicie 1 Armii Konnej Siemiona Budionnego w obszarze Brodów i Beresteczka.
Po pięciu dniach bitwy, szala zwycięstwa zaczęła przechylać się na stronę polską. Jednak sytuacja na Froncie Północnym, a szczególnie upadek Brześcia, zmusiła Naczelne Dowództwo Wojska Polskiego do przerwania bitwy.
W tym czasie dowódca sowieckiego Frontu Południowo-Zachodniego Aleksander Jegorow nakazał 1 Armii Konnej Budionnego zdobyć Lwów. Jej dywizje wdarły się w słabo obsadzoną lukę między polskimi 2 i 6 Armią, a 7 sierpnia pod Szczurowicami sforsowały Styr. 6 i 14 Dywizja Kawalerii z 45 Dywizją Strzelców miały działać zaczepnie w kierunku na Radziechów–Chołojów–Dobrotwór–Kamionkę Strumiłową, zaś 4 i 11 Dywizja Kawalerii na Busk. Północne skrzydło 1 Armii Konnej osłaniała walcząca pod Łuckiem 24 Dywizja Strzelców, a południowe 45 Dywizja Strzelców.
Działania opóźniające na tym kierunku prowadziła Grupa Operacyjna Jazdy generała Jana Sawickiego, a 3 Armia gen. Zygmunta Zielińskiego pozostawała jeszcze nad Styrem do 5 sierpnia, a następnie rozpoczęła odwrót.

## Walki pod Śwniuchami
Po zakończeniu odwrotu 1 Dywizji Piechoty Legionów gen. Stefana Dęba-Biernackiego znad Styru, jej 1 pułk piechoty Legionów mjr. Stanisława Kozickiego obsadził stanowiska pod Horochowem. Na południe od niego stanął 6 pułk piechoty Legionów ppłk. Bolesława Popowicza. Do południa 7 lipca oba pułki z powodzeniem odpierały słabe ataki przeciwnika.
W tym czasie na północnym skrzydle ugrupowania obronnego 1 Dywizji Piechoty Legionów sowiecka 72 Brygada Strzelców pobiła 3 i 7 pułk ułanów, opanowała Świniuchy, Koniuchy i Kołpytów i rozpoczęła manewr obejścia lewego skrzydła dywizji płk. Stefana  Dęba-Biernackego.
Celem zażegnania niebezpieczeństwa, dowódca polskiej dywizji pozostawił na dotychczasowych stanowiskach tylko po jednym batalionie, ściągnął swoje pułki z centrum i z prawego skrzydła, formując z nich dwie grupy uderzeniowe. Grupa południowa ppłk. Popowicza w składzie I i II batalion 6 pp Leg., III/5 pp Leg., 8/1 pap Leg. otrzymała zadanie nacierać na Świniuchy przez Chołoniów–Bożów–Tereszkowiec–Pustomyty–Korytnicę, a północna grupa mjr. Kozickiego w składzie I i II batalion l pp Leg., 9/1 pułku artylerii polowej Legionów miała uderzyć z Horochowa na Kołpytów, a po opanowaniu tego ostatniego wesprzeć grupę ppłk. Popowicza w natarciu na Świniuchy. Osobną grupę stanowił przydzielony do 1 DP Leg. 3 pułk ułanów. Miał on za zadanie nacierać z Kut na Koniuchy.
Jako pierwsza do działań przystąpiła grupa ppłk. Popowicza. Marsz rozpoczęła jeszcze przed północą, a już o 1:20 opanowała Bożów, wypierając z niego zaskoczony pododdział 216 pułku strzelców. Kontynuując natarcie zdobyła Oszczów, gdzie III/6 pp Leg. zdobył okopane na stanowiskach ogniowych działa. Grupa mjr. Kozickiego rozpoczęła masz około 1:00 i o świcie podeszła do bronionego przez 215 pułk strzelców Kołpytowa. Równocześnie pozostający na swoich stanowiskach pod Raczynem III/1 pp Leg. wysłał w kierunku Kołpytowa silne patrole, pozorujące natarcie na tę miejscowość. Gdy Sowieci skupili swoją uwagę na działaniu III batalionu, do natarcia ruszyły 2 i 4 kompania, pod wspólnym dowództwem kpt. Józefa Marskiego-Marjańskiego. 2 kompania zaatakowała strzelającą baterię artylerii i zdobyła jedno działo. Lokalny sowiecki kontratak umożliwił jednak wycofanie się pozostałych działonów. Wówczas do walki weszły kolejne cztery kompanie, a pluton 9/1 pap Leg. por. Edmunda Zimmera wyjechał na otwarte stanowiska i ogniem na wprost zaczął likwidować gniazda sowieckiej broni maszynowej. 215 ps wycofał się w nieładzie drogą na Świniuchy, a mjr Kozicki ze swoją grupą rozpoczął pościg. Na lewo od drogi maszerował I batalion, a na prawo 6 i 7 kompania II batalionu. W odwodzie pozostawały kompanie 5. i 8.
W takim ugrupowaniu grupa podeszła pod bronione przez sowieckie 214 i 215 pułk strzelców Świniuchy. Gros sił broniących wioski zgrupowana była na jej południowym skraju, a sowieccy artylerzyści rozpoczęli ostrzeliwanie Kołpytowa. Zupełnie nie rozpoznali kierunku poruszania się podchodzącej lasami z kierunku wschodniego grupy ppłk. Popowicza. Ta jeszcze przed 10:00 zajęła Korytnicę i zanim przeciwnik zdołał zmienić front, wpadła w szyku bojowym do Świniuch. Kompanie III batalionu zdobyły jedną z sowieckich baterii artylerii, a po półgodzinnej walce sowieckie pułki strzelców rozpoczęły bezładny odwrót. Resztki 72 Brygady Strzelców rozproszyły się, odsłaniając prawe skrzydło 12 Armii, atakującej w tym czasie oddziały polskiej 3 Armii, broniącej linii Bugu. Dowódca 1 Dywizji Piechoty Legionów nakazał swoim pułkom kontynuowanie natarcia w kierunku północnym. Rozkaz Naczelnego Wodza przerwał jednak działania i nakazał odwrót dywizji na Bug. Wiązało się to z przegrupowaniem wojsk polskich do bitwy nad Wisłą.

## Bilans walk
Pod Świniuchami Polacy rozbili sowiecką 72 Brygadę Strzelców. Straty polskie to około czterdziestu poległych i rannych. Straty sowieckie to duża liczba poległych i rannych, 270 jeńców, osiem dział, dziesięć ckm-ów.
Komunikat prasowy Sztabu Generalnego z 10 sierpnia 1920 donosił:

Na wschód od Sokala w rejonie Horochowa oddziały 1 dywizji piechoty Legjonów w śmiałem wypadzie rozbiły 72-gą brygadę piechoty sowieckiej pod Świntuchami, zdobywając 8 dział, biorąc kilkuset jeńców.

Dla upamiętnienia zwycięstwa, na sztandarze 6 pułku piechoty Legionów widnieje napis: Świniuchy – 8.VIII.1920.